# Revierkampf
Revierkampf bezeichnet in der Zoologie ein Territorialverhalten, bei dem (vorwiegend männliche) Tiere ihre Reviere verteidigen. Das Verhalten ist vor allem bei Wildtieren ausgeprägt, aber auch bei Haustieren zu finden. Charakteristisch ist z. B. das Forkeln von männlichen Rehen.
Fehlgeprägte Tiere richten ihren Revierkampf manchmal auch gegen Pflegepersonen. Offenbar sehen sie in ihnen nach Erreichen der Geschlechtsreife Gegner. 
Von Greifvögeln ist bekannt, dass sie hin und wieder Menschen (z. B. Jogger oder Wanderer) vertreiben, die während der Brutzeit in das Gebiet des Horstes kommen.